# Orthocis transversatus
Orthocis transversatus es una especie de coleóptero de la familia Ciidae.

## Distribución geográfica
Habita en el sureste de los Estados Unidos.